# Тищенко Євген Андрійович
Євген Андрійович Тищенко (нар. 15 липня 1991, Канівська, Краснодарський край, Росія) — російський боксер-любитель, олімпійський чемпіон 2016 року, чемпіон світу (2015) та дворазовий чемпіон Європи (2015 та 2017), дворазовий срібний призер чемпіонату світу (2013 та 2017), заслужений майстер спорту Росії.

## Аматорська кар'єра

### Чемпіонат світу 2013
- 1/32 фіналу. Переміг Ворнера Бейстера (Англія) 3-0
- 1/16 фіналу. Переміг Сергія Корнєєва (Білорусь) 3-0
- 1/8 фіналу. Переміг Хуана Ногуіра (Бразилія) 3-0
- 1/4 фіналу. Переміг Рустама Тулаганова (Узбекистан) 3-0
- 1/2 фіналу. Переміг Яміла Пералта (Аргентина) 2-1
- Фінал. Програв Клементе Руссо (Італія) 0-3

### Чемпіонат світу 2015
- 1/8 фіналу. Переміг Джошуа Темпле (США) 3-0
- 1/4 фіналу. Переміг Роя Корвінга (Нідерланди) 3-0
- 1/2 фіналу. Переміг Геворга Манукяна (Україна) 3-0
- Фінал. Переміг Ерісланді Савона (Куба) 3-0

### Олімпійські ігри 2016
- 1/8 фіналу:Переміг Жуана Ногейра (Бразилія) - PTS (3-0)
- 1/4 фіналу:Переміг Клементе Руссо (Італія)- PTS (3-0)
- 1/2 фіналу:Переміг Рустама Тулаганова (Узбекистан) - PTS (3-0)
- Фінал:Переміг Василя Левіта (Казахстан) - PTS (3-0)

### Чемпіонат світу 2017
- 1/8 фіналу. Переміг Деівівса Хуліо Бланко (Колумбія) 4-1
- 1/4 фіналу. Переміг Девіда Нійка (Нова Зеландія) 4-1
- 1/2 фіналу. Переміг Санжяра Турсунова (Узбекистан) 5-0
- Фінал. Програв Ерісланді Савону (Куба) 2-3

## Таблиця боїв
| 9 Перемог (6 нокаутом, 3 за рішенням суддів), 1 Поразка (0 нокаутом, 1 за рішенням суддів) |        |                       |        |              |                   |                                  |                                                                             |
| Результат                                                                                  | Рекорд | Суперник              | Спосіб | Раунд, час   | Дата              | Місце проведення                 | Примітки                                                                    |
| Перемога                                                                                   | 9–1    | Дмитро Кудряшов       | UD     | 10           | 11 вересня 2021   | RCC Boxing Academy, Єкатеринбург | Виграв вакантний титул чемпіона WBC International в першій важкій вазі.     |
| Поразка                                                                                    | 8–1    | Табісо Мчуну          | UD     | 12           | 27 березня 2021   | RCC Boxing Academy, Єкатеринбург | Бій за титул чемпіона WBC Silver в першій важкій вазі.                      |
| Перемога                                                                                   | 8–0    | Джон Маккалум         | KO     | 2 (10), 2:07 | 7 листопада 2020  | RCC Boxing Academy, Єкатеринбург | Виграв вакантний титул чемпіона Європи WBO в першій важкій вазі.            |
| Перемога                                                                                   | 7–0    | Маркос Антоніо Аумада | KO     | 3 (10), 1:41 | 17 березня 2020   | RCC Boxing Academy, Єкатеринбург |                                                                             |
| Перемога                                                                                   | 6–0    | Ісса Акбербаєв        | RTD    | 6 (10), 3:00 | 2 листопада 20'9  | RCC Boxing Academy, Єкатеринбург | Захистив тутул чемпіона WBO Inter-Continental в першій важкій вазі.         |
| Перемога                                                                                   | 5–0    | Абрахам Табул         | TKO    | 1 (10), 2:49 | 16 червня 2019    | KRK Uralets, Єкатеринбург        | Виграв вакантний тутул чемпіона WBO Inter-Continental в першій важкій вазі. |
| Перемога                                                                                   | 4–0    | Хосе Грегоріо Ульріх  | UD     | 8            | 22 лютого 2019    | KRK Uralets, Єкатеринбург        |                                                                             |
| Перемога                                                                                   | 3–0    | Крістіан Марсіаль     | TKO    | 2 (6), 1:38  | 24 листопада 2018 | Hard Rock Live, Атлантик-Сіті    |                                                                             |
| Перемога                                                                                   | 2–0    | Артуш Саркісян        | UD     | 6            | 13 жовтня 2018    | Yekaterinburg Expo, Єкатеринбург |                                                                             |
| Перемога                                                                                   | 1–0    | Вільям Окандо         | TKO    | 5 (6), 2:23  | 19 серпня 2018    | DIVS, Єкатеринбург               |                                                                             |

## Нагороди
- Орден Дружби (25 серпня 2016 року) — за високі спортивні досягнення на Іграх ХХХІ Олімпіади 2016 року в місті Ріо-де-Жанейро (Бразилія), проявлені волю до перемоги і цілеспрямованість[1].